# Kordkotī
Kordkotī (persiska: كردكتی) är en ort i Iran.   Den ligger i provinsen Mazandaran, i den norra delen av landet, 120 km nordost om huvudstaden Teheran. Kordkotī ligger 63 meter över havet och antalet invånare är 152.
Terrängen runt Kordkotī är lite kuperad, och sluttar norrut. Runt Kordkotī är det ganska tätbefolkat, med 149 invånare per kvadratkilometer. Närmaste större samhälle är Āmol, 3,8 km öster om Kordkotī. Trakten runt Kordkotī består till största delen av jordbruksmark.